# Lepadella ovalis
Lepadella ovalis is een raderdiertjessoort uit de familie Lepadellidae. De wetenschappelijke naam van de soort werd in 1786 als Brachionus ovalis gepubliceerd door Otto Frederik Müller.